# Miracle eucharistique de Rome

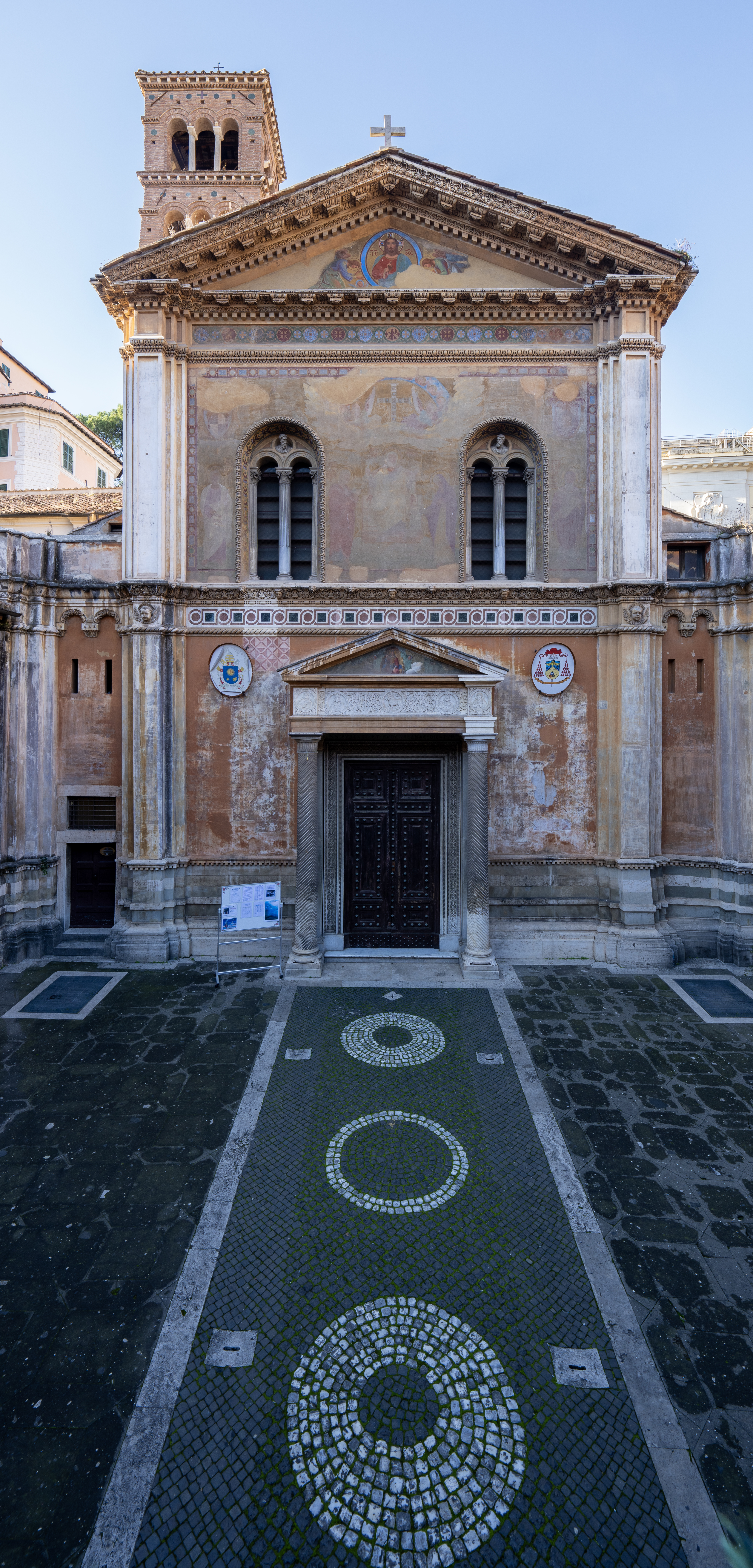
Basilique Sainte-Pudentienne de Rome

Le miracle eucharistique de Rome serait un miracle eucharistique intervenu à Rome en l'an 595 pendant la célébration d'une messe par le pape Grégoire le Grand en la basilique Sainte-Pudentienne. Au cours de cette messe, les espèces du pain se seraient transformées en chair et en sang.

## Histoire

### Récit du miracle par l'Anonyme de Whitby
La référence écrite la plus ancienne actuellement connue est le récit, écrit vers 710, du miracle eucharistique de Rome par l'Anonyme de Whitby (moine, ou moniale, du monastère de Streanaeshalch) dans sa Vita Gregorii. Cette Vita fait partie du codex 567 de la Bibliothèque de Saint-Gall découvert à la fin du XIXe siècle. Elle témoigne du maintien, jusqu’au début du VIIIe siècle, de traditions venant de Rome, de l’entourage de Grégoire le Grand lui-même, et conservées par les moines romains puis par leurs successeurs. 
Le récit du miracle par l'Anonyme de Whitby est le suivant : A Rome, une femme avait confectionné les hosties pour la messe, célébrée par Grégoire le Grand. Lorsqu'elle s'approche pour recevoir la communion, Grégoire lui dit la formule "Le corps de Notre Seigneur Jésus Christ conserve ton âme" et elle se met à sourire. Voyant cela, Grégoire refuse de lui donner l'hostie consacrée sur la langue et dépose l'hostie sur l'autel. A l'issue de la messe, il appelle et lui demande la raison de son rire. Celle-ci lui répond qu'elle ne croyait pas que les hosties qu'elle avait faites soient réellement le corps du Christ. Grégoire demande alors à l'assemblée de se mettre en prière, et après cette prière l'hostie devient "comme un morceau de petit doigt – un auriculaire – sanguinolent". Il appelle la femme, qui est frappée de stupeur en voyant cela. Grégoire lui adresse une parole, puis demande à l'assemblée de se remettre en prière pour que l'hostie reprenne sa forme originelle. L'hostie ayant repris sa forme, elle est donnée en communion à la femme. 

### Diffusion du récit du miracle
C'est le texte de l'Anonyme de Whitby qui serait repris au siècle suivant par Jean Diacre dans la Vie de Grégoire le Grand, et par l'interpolateur de Paul Diacre (dans sa vitae Gregorii) au IXe siècle. Le texte de Jean Diacre parle d'une transformation de l'hostie en chair sans mentionner de doigt. Différents textes reprennent l'histoire du miracle au cours des siècles suivants, comme La Légende dorée au XIIIe siècle qui relate une transformation de l'hostie en doigt.

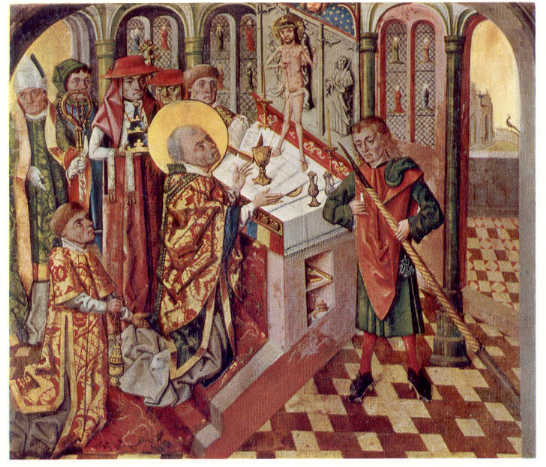
La Messe de saint Grégoire par Bernt Notke (1435-1509). Aarhus, Danemark

Le thème iconographique de la Messe de saint Grégoire, qui émerge vers la fin du XIVe siècle, n'est pas tout à fait conforme au récit originel et représente généralement le Christ de douleur qui apparait au moment ou Grégoire le Grand élève l'hostie.

### Relique
La relique de ce miracle eucharistique est conservée à l'abbaye bénédictine d'Andechs en Allemagne. 

## Second miracle
En plus de cette relation, il est rapporté dans cette même basilique qu'un prêtre ne croyant pas en la Présence réelle et ayant fait tomber par inadvertance une hostie consacrée, aurait vu alors une tache de sang se former sur le pavement de la basilique à l'endroit de la chute.